# Guccio Gucci
Guccio Gucci (Florença, 26 de março de 1881 - 2 de janeiro de 1953), foi um empresário e designer de moda italiano, fundador da grife Gucci e filho de um comerciante da região de fabrico no norte da Itália.

## Fundador da Gucci
Guccio Gucci era um artesão. Ele fundou a Gucci em Florença em 1921, como uma pequena loja de selaria de couro de propriedade familiar. Ele começou a vender bolsas de couro para cavaleiros na década de 1920. Quando jovem, ele rapidamente construiu uma reputação de qualidade, contratando os melhores artesãos que encontrou para trabalhar em seu ateliê.
Em 1938, Gucci expandiu seu negócio para Roma. Logo, sua empresa de apenas um homem se transformou em um negócio familiar, quando seus filhos Aldo, Vasco, Ugo e Rodolfo entraram na empresa.
Em 1951, abriu sua loja Gucci em Milão e dois anos depois, a empresa expandiu, com a abertura de uma loja em Manhattan.
Nos seus últimos anos de vida morou em West Sussex, na Inglaterra.